# Смарт, Эринн
Эринн Смарт (англ. Erinn Smart, род.12 января 1980) — американская фехтовальщица-рапиристка, призёр Панамериканских и Олимпийских игр, чемпионатов мира и панамериканских чемпионатов. Сестра олимпийского призёра Кита Смарта.

## Биография
Родилась в 1980 году в Нью-Йорке. В 2001 году стала бронзовой призёркой чемпионата мира. В 2003 году стала обладательницей серебряной (в командной шпаге) и бронзовой (в индивидуальной рапире) медалей Панамериканских игр. В 2004 году принял участие в Олимпийских играх в Афинах, но там стала лишь 17-й. В 2007 году завоевала серебряную медаль панамериканского чемпионата. В 2008 году стала обладателем серебряной медали Олимпийских игр в Пекине в командном первенстве, а в личном первенстве была 26-й. 